# 斯摩棱斯科耶區

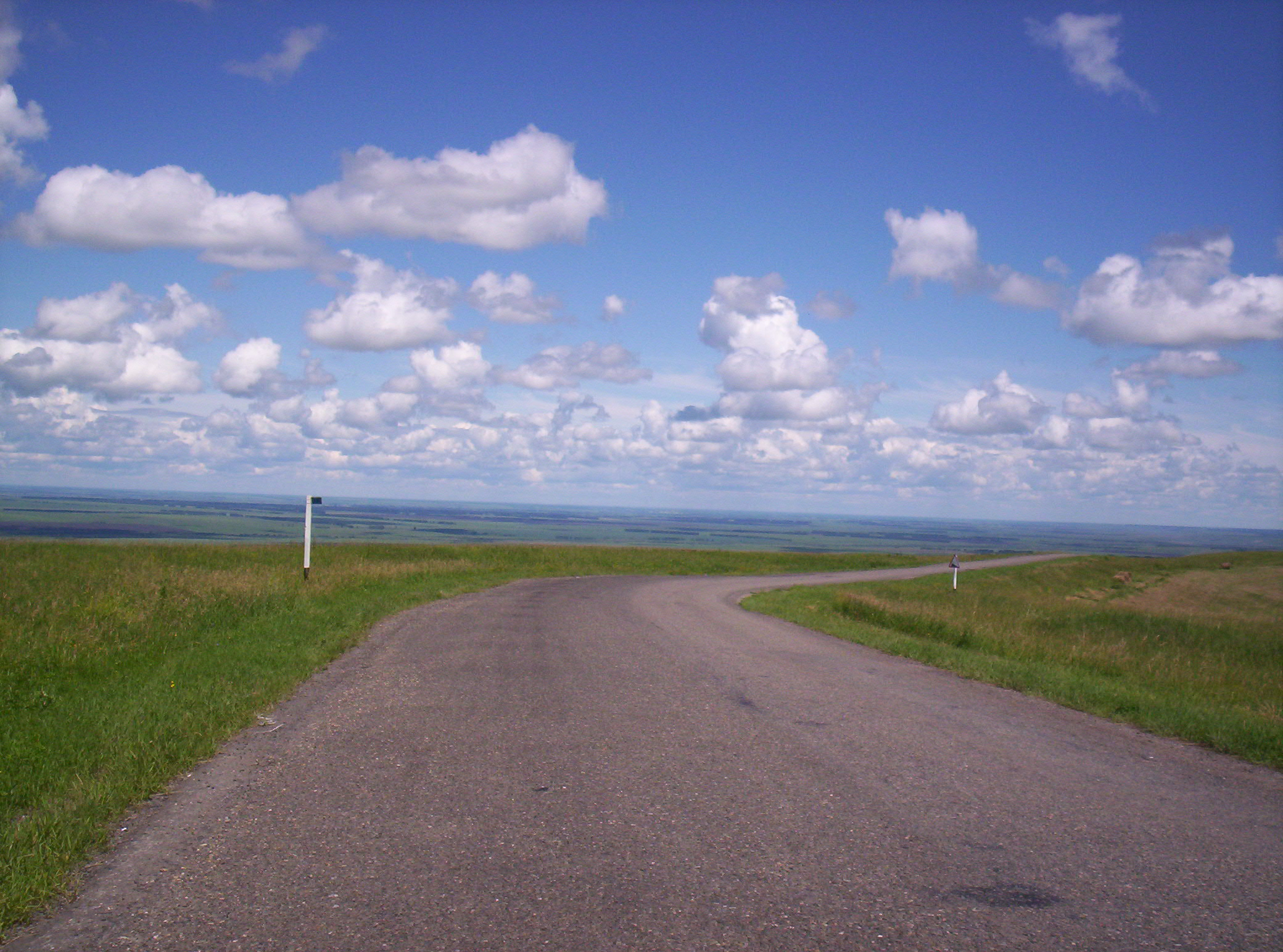

52°18′N 85°05′E / 52.300°N 85.083°E
斯摩棱斯科耶區（俄语：Смоленский район），是俄羅斯的一個區，位於該國南部，由阿爾泰邊疆區負責管轄，面積2,033平方公里，2010年人口23,955，人口密度每平方公里11.78人。